# Samósata
Samósata (em armênio: Շամուշատ; romaniz.: Šamušat; em grego clássico: Σαμόσαταa; em siríaco: ܫܡܝܫܛ; romaniz.: Šmīšaṭ) foi uma antiga cidade do Reino de Sofena, fundada por Samo I em meados do século III a.C., que mais tarde tornar-se-ia capital do Reino de Comagena. As ruínas da cidade, situadas perto da cidade atual de Sansate, na província de Adeiamane, região do Sudeste da Anatólia, Turquia, encontram-se submersas pela Barragem Atatürk desde a década de 1990.

## Nome
Samósata (Σαμόσατα) é a forma grega do topônimo. Propôs-se que sua forma persa médio não atestada seria Samaxade (*Sāmašād), que por sua vez derivou do persa antigo também não atestado Samaxiati (*Sāmašiyāti-). Foi registrado em armênio como Xamuxate (Շամուշատ, Šamušat). A origem do seu nome é persa e significa "Alegria de Samo". Nomear cidades como "alegria de" ou "felicidade de" era uma prática orôntida (e mais tarde artaxíada) que lembrava o discurso real aquemênida.

## História

### Antiguidade

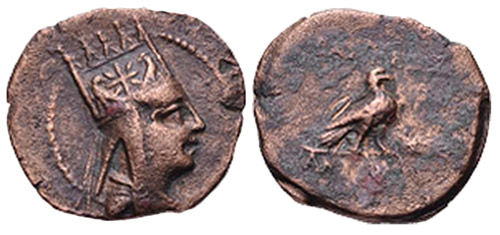
Tetradracma de

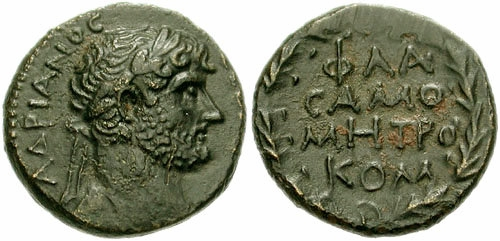
Asse de Adriano r. cunhado em Samósata

A cidade de Samósata foi fundada algum tempo antes de 245 a.C. no antigo sítio neo-hitita de Cumu por Samo I, o rei orôntida de Sofena. Ela pode ter fundado a cidade para afirmar sua reivindicação sobre a área, uma prática comum entre as dinastias iranianas e helenísticas, como Capadócia, Ponto, Pártia e Armênia. A cidade foi construída numa forma arquitetônica persa "sub-aquemênida", semelhante ao resto dos edifícios orôntidas na Grande Armênia. Samósata serviu como uma das mais importantes residências reais dos reis orôntidas de Sofena. Assim como Zeugma, era uma importante passagem ao Eufrates, como Josefo indica ao discutir as motivações romanas para sua anexação (Josefo, Antiguidades Judaicas, BJ 7.224),
Como outras residências reais orôntidas primitivas, Samósata experimentou uma mudança repentina em seu estilo arquitetônico sob os orôntidas de Comagena devido ao seu envolvimento próximo no mundo greco-romano. Durante este período, Samósata foi provavelmente povoada por uma variedade de povos, descendentes de arameus, assírios, neo-hititas, armênios e persas. Samósata estava entre os lugares onde seu governante Antíoco I (r. 70–31 a.C.) fundou santuários que continham inscrições sobre seu culto, bem como relevos de sua dexiosis com Apolo-Mitra. Em 72, Samósata, bem como o resto de Comagena, foi incorporada ao Império Romano, na província da Síria. Pode ter sido durante este evento que a carta siríaca de Mara bar Serapião foi composta. A carta faz menção a uma elite de língua aramaica em Samósata que estudou literatura grega e filosofia estoica. Sob o imperador Adriano (r. 117–138), recebeu o estatuto de metrópole junto com Damasco e Tiro.
É a cidade de nascimento de importantes pessoas da antiguidade como Luciano e Paulo. Legiões romanas foram posteriormente colocadas ali para desencorajar o Império Sassânida (224–651) de atacá-la. Em 260, foi a primeira cidade a ser saqueada pelo imperador Sapor I (r. 240–270) após sua captura do imperador Valeriano (r. 253–560). Sabe-se que Sapor teve moedas cunhadas da mesma forma que o antoniniano romano, que ele pode ter tirado do material usado na casa da moeda de Samósata. No século IV, Juliano (r. 361–363) estacionou uma frota de mais de mil navios em Samósata para fornecer suprimentos para seu exército em sua expedição contra Sapor II (r. 309–379).

### Idade Média
Em 639, as forças muçulmanas começaram sua marcha em direção a Síria e Armênia. Ao alcançar Harrã, Iade ibne Ganme despachou Safuane ibne Muatal e Habibe ibne Maslama Alfiri para subjugar Samósata; depois que Safuane e Maslama capturaram várias aldeias e fortes nas proximidades da cidade, os citadinos negociaram os termos de rendição com os muçulmanos garantindo sua segurança pessoal e nenhum dano às suas propriedades em troca de um imposto por cabeça e reconhecimento do domínio muçulmano. Em 640, segundo Albaladuri, Iade sitiou Samósata em resposta a uma rebelião, cuja natureza não foi especificada. Em 750/1, Ixaque ibne Muslim Alucaili reuniu alegados 60 mil soldados em preparação ao avanço das tropas de Abedalá ibne Ali e os demais líderes abássidas, no contexto da Revolução Abássida. No evento, um termo negociado foi alcançado entre Ixaque e Abu Jafar (o futuro califa Almançor) e muitos dos líderes pró-omíadas começaram a aceitar as fileiras dos abássidas.

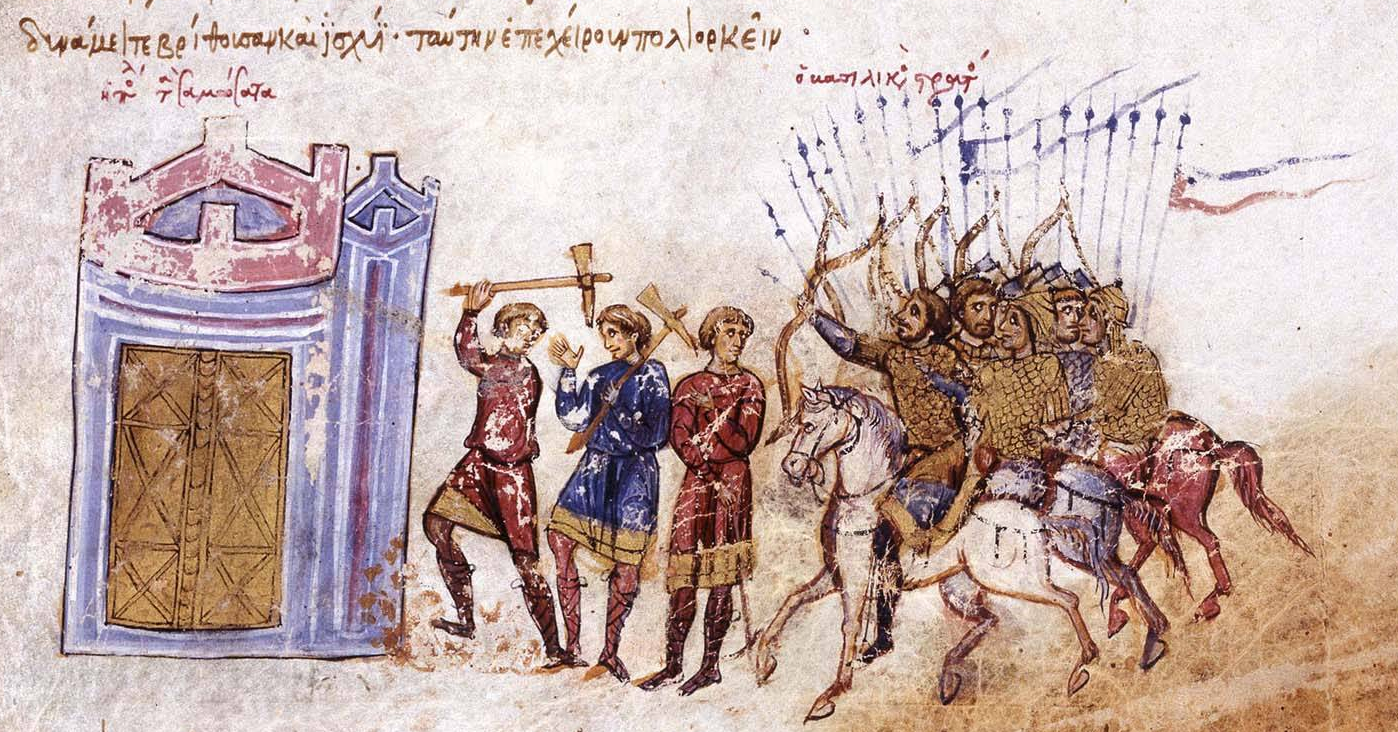
O ataque bizantino em Samósata em 859, segundo iluminura do Escilitzes de Madrid

Em 859, o líder pauliciano Carbeas e Omar repeliram com sucesso um ataque bizantino contra Samósata, liderado pelo imperador Miguel III, o Ébrio (r. 842–867) e seu tio Bardas, tomando muitos cativos, alguns dos ele conseguiu persuadiu a juntarem-se a sua causa. Em 873, Basílio I, o Macedônio (r. 867–886) realizou uma nova campanha contra a cidade na qual foi acompanhado por Nicéforo Focas, o Velho. Em 931, os bizantinos estiveram ativos no sul da Armênia, ajudando o rei da Vaspuracânia, Cacício I, que havia reunido os príncipes armênios e aliou-se com os bizantinos contra os emirados muçulmanos locais; as forças cristãs invadiram o Emirado Cáicida e destruíram Aquelate e Bercri, antes de marcharam à Mesopotâmia Superior e capturarem Samósata. Saíde ibne Hamadã conseguiu romper com sucesso o cerco bizantino, obrigando os cristão a fugirem rumo a Melitene.
Em 958, Basílio Lecapeno conduziu tropas ao Oriente para auxiliar o futuro imperador João I (r. 969–976) em seu cerco de Samósata e as forças bizantinas foram capazes de derrotar um exercício de alívio enviado pelo emir hamadânida Ceife Adaulá na Batalha de Rabã. Essas vitórias asseguraram sua anexação e eventual incorporação no Tema de Sebasteia. Poucos anos depois, em 966, os bizantinos conduziram uma troca de prisioneiros com os árabes na cidade. Após o colapso da autoridade bizantina na região, a cidade caiu no domínio do armênio Filareto Bracâmio. Em algum momento depois disso, caiu nas mãos de um certo Baluque, um dos Amir Gazi mencionados entre o exército de Raduano de Alepo que sitiou Edessa em 1095. Embora tenha conseguido afastar uma expedição em 1098 sob Balduíno de Bolonha enviada pelo governante de Edessa, Teodoro, ele mais tarde teve que vender a cidade a Balduíno por 10 mil moedas de ouro, sobre as quais pertencia ao Condado de Edessa. Em 1199, Alfedal ibne Saladino foi derrubado por seu tio Adil I do trono do Império Aiúbida e ele foi recompensado com a posse de Samósata e Maiafariquim.